# Breviceps fichus
Breviceps fichus е вид жаба от семейство Brevicipitidae. Видът не е застрашен от изчезване.

## Разпространение
Разпространен е в Танзания.